# Viktor Suslin (veslař)
Viktor Nikolajevič Suslin (rusky Виктор Николаевич Суслин; * 19. července 1944 Leningrad) je bývalý sovětský veslař, olympijský medailista v osmiveslici na Letních olympijských hrách 1968 v Mexiku a vicemistr světa z roku 1966. Jeho starší bratr Jurij byl také olympionik ve veslování.